# Kwadwo Opoku
Kwadwo Opoku, né le 13 juillet 2001 à Accra au Ghana, est un footballeur ghanéen. Il joue au poste d'ailier droit au CF Montréal en MLS.

## Biographie

### Débuts professionnels
Né à Accra au Ghana, Kwadwo Opoku est formé par l'académie local d'Attram De Visser. Le 6 octobre 2020, il rejoint les États-Unis pour s'engager avec le Los Angeles FC,,. Il joue son premier match en professionnel lors d'une rencontre de Major League Soccer face aux Sounders de Seattle le 11 octobre suivant. Il entre en jeu à la place de Bradley Wright-Phillips et son équipe s'impose par trois buts à un,.
Le 16 décembre 2020, Opoku inscrit son premier but en professionnel lors des quarts de finale de la Ligue des champions 2020 contre Cruz Azul. Buteur vainqueur après être entré en jeu (2-1 score final), il marque ainsi l'histoire de son club en le qualifiant pour la première fois en demi-finale de la Ligue des champions,.
En mai 2021, Opoku se blesse sérieusement au genou alors qu'il est prêté aux Lights de Las Vegas,. Il est absent pour plusieurs mois et sa saison est dès lors terminée.
Le 12 mars 2022, Opoku inscrit son premier but en MLS lors d'une rencontre face à l'Inter Miami. Il ouvre le score et son équipe l'emporte par deux buts à zéro,.
Le 20 septembre 2022, il est classé neuvième au palmarès 2022 des 22 joueurs de moins de 22 ans en MLS. Au terme de cette même saison, il décroche avec son équipe le Supporters' Shield 2022 avant de remporter la première Coupe MLS de l'histoire de la franchise en 2022.
En début de saison 2023, il participe au parcours du Los Angeles FC en Ligue des champions et joue les deux rencontres de la finale perdue face au Club León. 

### CF Montréal
Au cours de l'été, le 5 juillet 2023, Kwadwo Opoku est transféré au CF Montréal pour un montant d'allocation monétaire de 1 750 000 dollars,, ce qui constitue l'une des plus importantes transactions intra-ligue en MLS. Il est titularisé pour sa première rencontre avec Montréal le 12 juillet suivant à l'occasion d'un déplacement chez le Fire de Chicago où son équipe s'incline 3-0.

### Parcours en sélection
Kwadwo Opoku représente l'équipe du Ghana des moins de 17 ans, avec cette sélection il participe à la Coupe d'Afrique des nations des moins de 17 ans en 2017. Lors de cette compétition il joue un total de deux matchs. Les joueurs ghanéens s'inclinent en finale face au Mali.

## Palmarès
Los Angeles FC
- Vainqueur de la Coupe MLS en 2022
- Vainqueur du Supporters' Shield en 2022
- Finaliste de la Ligue des champions en 2020